# Taha Altıkardeş
Taha Altıkardeş (Bursa, 22 agosto 2003) è un calciatore turco, difensore del Göztepe.

## Carriera

### Club
Cresciuto nel settore giovanile del Bursaspor, il 28 gennaio 2021 ha firmato il suo primo contratto professionistico e l'8 febbraio ha debuttato in prima squadra nell'incontro di seconda divisione turca perso 2-1 contro il Giresunspor. Il 22 gennaio 2022 è stato acquistato dal Trabzonspor, club di prima divisione, dove ha tuttavia trovato poco spazio giocando solamente tre incontri nell'arco di una stagione e mezza.
Il 30 giugno 2023 è stato acquistato dal Göztepe con cui ha centrato la promozione in prima divisione al termine della stagione.

### Nazionale
Ha giocato con le nazionali giovanili turche Under-19 ed Under-21.

## Statistiche

### Presenze e reti nei club
Statistiche aggiornate al 9 agosto 2025.
| Stagione           | Squadra            | Campionato         | Campionato | Campionato | Coppe nazionali | Coppe nazionali | Coppe nazionali | Coppe continentali | Coppe continentali | Coppe continentali | Altre coppe | Altre coppe | Altre coppe | Totale | Totale | Totale |
| Stagione           | Squadra            | Comp               | Pres       | Reti       | Comp            | Pres            | Reti            | Comp               | Pres               | Reti               | Comp        | Pres        | Reti        | Pres   | Reti   |        |
| ------------------ | ------------------ | ------------------ | ---------- | ---------- | --------------- | --------------- | --------------- | ------------------ | ------------------ | ------------------ | ----------- | ----------- | ----------- | ------ | ------ | ------ |
| 2020-2021          | Bursaspor          | 1L                 | 14         | 0          | CT              | 0               | 0               | -                  | -                  | -                  | -           | -           | -           | 14     | 0      |        |
| 2021-gen. 2022     | Bursaspor          | 1L                 | 12         | 0          | CT              | 3               | 0               | -                  | -                  | -                  | -           | -           | -           | 15     | 0      |        |
| Totale Bursaspor   | Totale Bursaspor   | Totale Bursaspor   | 26         | 0          |                 | 3               | 0               |                    | -                  | -                  |             | -           | -           | 29     | 0      |        |
| gen.-giu. 2022     | Trabzonspor        | SL                 | 0          | 0          | CT              | 0               | 0               | UECL               | -                  | -                  | -           | -           | -           | 0      | 0      |        |
| 2022-2023          | Trabzonspor        | SL                 | 3          | 0          | CT              | 0               | 0               | UCL+UEL+UECL       | 0                  | 0                  | ST          | 0           | 0           | 3      | 0      |        |
| Totale Trabzonspor | Totale Trabzonspor | Totale Trabzonspor | 3          | 0          |                 | 0               | 0               |                    | 0                  | 0                  |             | 0           | 0           | 3      | 0      |        |
| 2023-2024          | Göztepe            | 1L                 | 31         | 3          | CT              | 1               | 0               | -                  | -                  | -                  | -           | -           | -           | 32     | 3      |        |
| 2024-2025          | Göztepe            | SL                 | 23         | 2          | CT              | 3               | 0               | -                  | -                  | -                  | -           | -           | -           | 26     | 2      |        |
| Totale Göztepe     | Totale Göztepe     | Totale Göztepe     | 54         | 5          |                 | 4               | 0               |                    | -                  | -                  |             | -           | -           | 58     | 5      |        |
| Totale carriera    | Totale carriera    | Totale carriera    | 83         | 5          |                 | 7               | 0               |                    | 0                  | 0                  |             | -           | -           | 90     | 5      |        |

## Palmarès

### Club

#### Competizioni nazionali
- Campionato turco: 1

Trabzonspor: 2021-2022
- Supercoppa di Turchia: 1

Trabzonspor: 2022